# حي 22 يونيو (التواهي)
حي 22 يونيو هو أحد أحياء مديرية التواهي في محافظة عدن اليمنية. يبلغ تعداد سكانه 2878 نسمة حسب التعداد السكاني في اليمن لعام 2004.